# بژوستووکا
بژوستووکا (به لهستانی:  Brzostówka) یک روستا در لهستان است که در گمینا سرنگکی واقع شده‌است. بژوستووکا ۷۳۳ نفر جمعیت دارد.